# いおワールドかごしま水族館
いおワールドかごしま水族館（いおワールド かごしますいぞくかん）は、鹿児島県鹿児島市本港新町にある鹿児島市立の水族館である。市の条例による正式名称はかごしま水族館である。水族館のコンセプトは「黒潮浪漫街道」。「いおワールド」は愛称であり、公募の結果、9,656点の中から鹿児島市皇徳寺台の男性の案が採用された。

## 概要
1997年5月30日に開館した。黒潮に洗われる鹿児島沿岸・鹿児島湾の海生生物をメインに展示しているが、汽水域や河川の生物も多く取り扱う。名物はジンベエザメ（ユウユウ）とサツマハオリムシ。館名の「いお」とは鹿児島弁で魚のことである。総事業費は約127億円。外観はエイをイメージしたものである。
かごしま水族館は、日本国内で初めてカラチョウザメの餌付け、サツマハオリムシの展示に成功した水族館である。
2011年10月、入館者数が1000万人に到達。
順路の最後には初代館長の吉田啓正が考えた「沈黙の海」が文章と共に展示されている。中に生物は展示されておらず水だけで満たされているが、海の環境を考えさせるためだとされている。

## 主な施設・飼育生物
館内は5階から地下2階まであり、順路に沿って歩いて観覧する。
- 黒潮の海「黒潮大水槽」 - 水量1,500t。ジンベエザメ、トラフザメ、モノノケトンガリサカタザメ、シノノメサカタザメ、マダラトビエイ、ホシエイ、カラチョウザメ[10]、クロマグロ、カツオ、サバヒーなど
- 南西諸島の海 - タマカイ、スズメダイ類、チョウチョウウオ類、チンアナゴ、サンゴ類、ウミシダ類など
- かごしまの海 - タカアシガニ、ウツボ、イセエビ、ヒラメ、オトヒメエビ、マイワシ、ネコザメなど
- 展望ホール - タイヘイヨウアカボウモドキ全身骨格標本。対岸の桜島を目前に望める。
- サツマハオリムシのコーナー
- 海藻と魚たち - 沿岸の藻場を再現した水槽。ゴマハゼなど
- 淡水水槽 - セキショウモ、メダカ、ヤマトヌマエビ、ミナミヌマエビなど
- クラゲの一生 - ミズクラゲ、タコクラゲなど
- シアタールーム
- オオウナギ水槽 - オオウナギ、ユゴイ
- カフェテリア
- デンキウナギ水槽・ピラルクー水槽
- マングローブ水槽 - コトヒキ、クロホシマンジュウダイ、トビハゼなど
- アザラシ水槽 - ゴマフアザラシ[11]
- イルカプール - ハンドウイルカ

食事の様子(約10分)を水族館近くの運河水路にてで無料観覧可能。
平日、土曜10:30/12:30/15:00
日曜、祝日、GW、夏休み11:30/13:30/15:00/
- アミューズメントショップ
- タッチプール - ヒトデ類、ナマコ類

### ジンベエザメ「ユウユウ」の飼育
かごしま水族館は水量1,500tの黒潮大水槽を有するが、成長すると10mを楽に超えるジンベエザメを飼育するには十分なサイズとは言えない。そのため、体長が5.8mに達する前に野生に復帰するための訓練を実施した上で野生へ返すという「かごしま方式」により展示飼育を行っている。海に帰すジンベエザメには発信機が取り付けられ、ジンベエザメの回遊ルートの把握で成果を挙げている。
黒潮大水槽で飼育されるジンベエザメは代々「ユウユウ」と呼ばれており、入館者の人気を集めている。
- 初代（雄）
2000年10月20日　鹿児島県高山町（現肝付町）の定置網で捕獲。体長4.25m。
2000年11月22日　黒潮大水槽で展示飼育開始。
2002年7月24日　黒潮大水槽から鹿児島県笠沙町（現南さつま市）の海上生簀へ移動。体長5m強。
2002年8月1日　放流。
- 二代目（雄）
2002年6月17日　鹿児島県笠沙町（現南さつま市）の定置網で捕獲。体長3.8m。
2002年7月24日　黒潮大水槽で展示飼育開始。
2005年7月28日　黒潮大水槽から鹿児島県笠沙町の海上生簀へ移動。体長5.4m強。
2005年8月8日　笠沙町野間岬の沖で放流。
- 三代目（雌）
2005年6月25日　鹿児島県坊津町秋目沖の定置網で捕獲。体長4.4m。
2005年7月28日　黒潮大水槽で展示飼育開始。
2007年7月21日　黒潮大水槽から鹿児島県南さつま市の海上生簀へ移動。体長5.3m弱。
2007年7月31日　南さつま市笠沙沖で放流。
- 四代目（雄）
2005年7月20日 鹿児島県笠沙町の定置網で捕獲。体長1.36m、体重15.2kg。
2005年7月21日 かごしま水族館へ搬入。
2005年10月27日 黒潮大水槽の水中トンネル部分で他の展示生物とは仕切られた状態で「ユウ太」という愛称で展示飼育。
2007年7月21日 四代目ユウユウとして展示開始。体長2.58m[14]。
2009年8月4日　黒潮大水槽から鹿児島県南さつま市の海上生簀へ移動。体長4.47m。
2009年8月5日　鹿児島県南さつま市の海上生簀内で死亡しているのが見つかる。
- 五代目（雄）
2009年6月25日 鹿児島県南さつま市笠沙町の定置網で捕獲。体長3.8m。
2009年8月4日　黒潮大水槽で展示飼育開始。
2011年8月23日　黒潮大水槽から鹿児島県南さつま市の海上生簀へ移動。体長5.1m。
2011年9月7日　南さつま市野間岬沖で放流。(衛星発信器を装着)
- 六代目（雄）
2011年7月15日 指宿市かいゑい漁協の定置網で捕獲。体長3.7m。
2011年8月23日　黒潮大水槽で展示飼育開始。[15]
2014年11月4日　黒潮大水槽から鹿児島県南さつま市笠沙町片浦港沖の海上生簀へ移動。
2014年11月9日　体調が急変し死亡が確認される。
- 七代目（雄）
2015年8月3日　肝付町高山漁協の定置網で捕獲。体長4m。
2015年8月23日　黒潮大水槽で展示飼育開始。

1997年の開館当初から目玉として展示される予定であったが、同年3月と5月に相次いで死亡し、ジンベエザメ不在のまま開館に至った経緯がある。

### タイヘイヨウアカボウモドキ

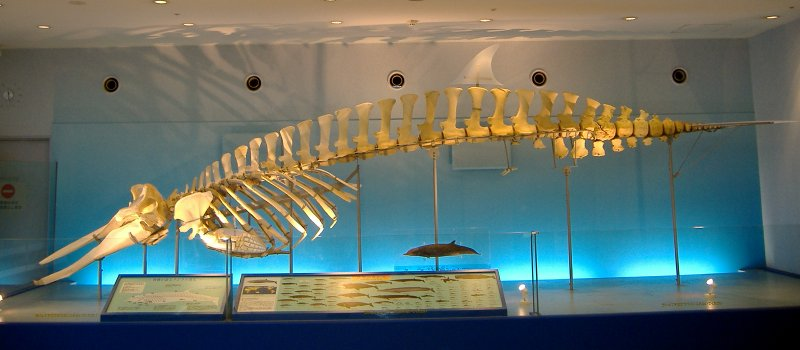
タイヘイヨウアカボウモドキ

中5Fの展望ホールにはタイヘイヨウアカボウモドキ Indopacetus pacificus の全身骨格標本が展示されている。タイヘイヨウアカボウモドキは非常に珍しいクジラであり、全身の骨格標本が観察できるのは珍しい。
この骨格標本は2002年7月26日に鹿児島県薩摩川内市に漂着した個体を標本にしたものである。

### アマガサクラゲ

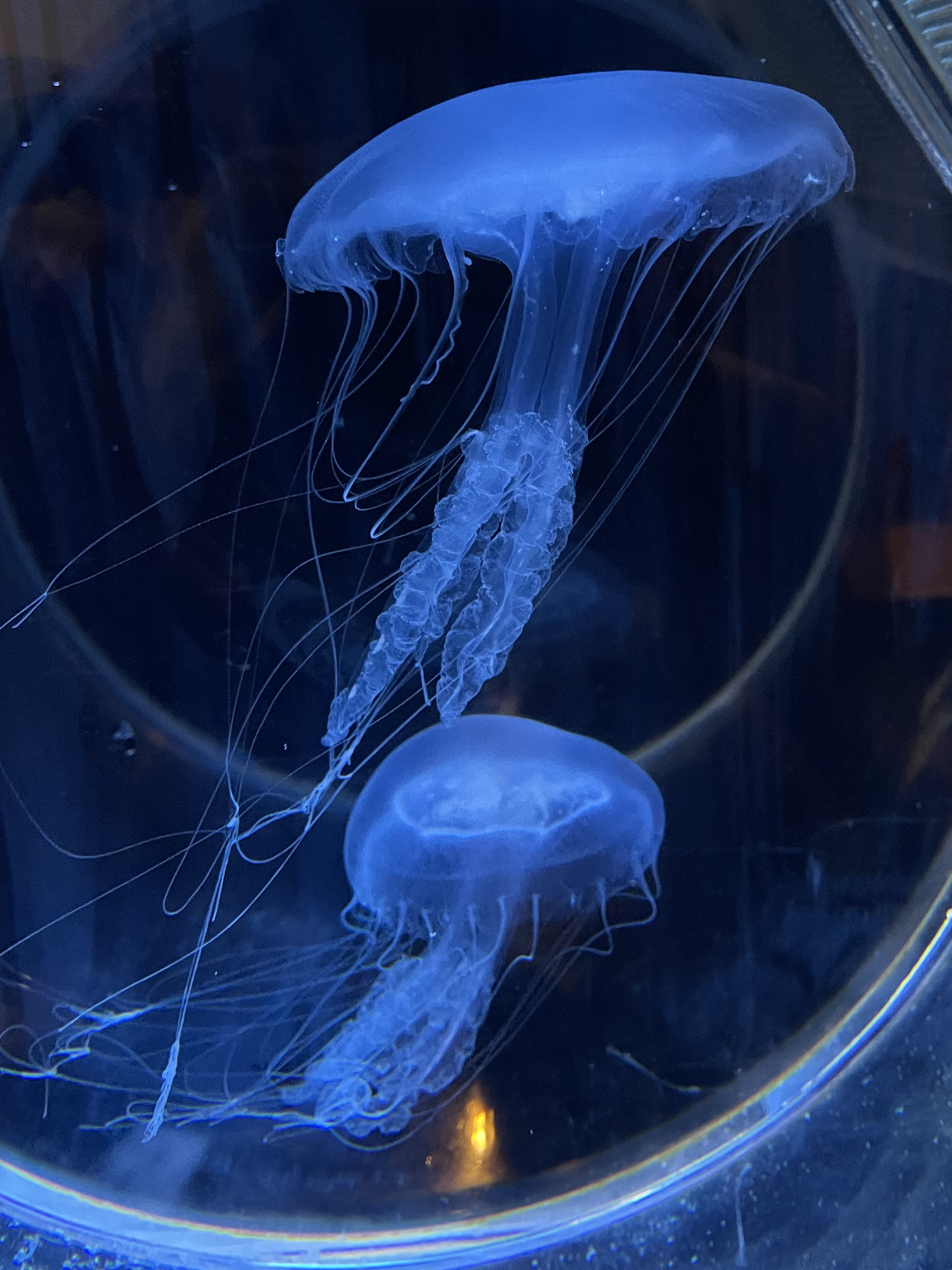
アマガサクラゲの展示

2017年3月にクラゲ回廊がオープンし、世界初となる深海に生息するアマガサクラゲの展示を行っている。

### モノノケトンガリサカタザメ
2020年、開館以来トンガリサカタザメとして23年間飼育されてきたエイがモノノケトンガリサカタザメという新種であったことが黒潮生物研究所などの研究グループの調査により判明した。日本近海でのエイの新種の発見は約10年ぶりとされる。

## 交通機関
- 市電「水族館口電停」より徒歩約8分。
ホームページには記載がないが、JR鹿児島駅からも徒歩で15分程度である。
- JR九州鹿児島中央駅より市営バス（水族館行き）15分または鹿児島交通（高速船ターミナル経由水族館行き快速）10分。バス停からは桜島フェリーターミナルの建屋内を経由する必要があり、水族館方面出口から出てから水路橋を渡り水族館へアクセスする。

## 利用
- 開館時間　9:30-18:00（最終入館17:00）[1]
夏休み等には期間限定で21:00まで開館する場合がある。
- 入館料 大人1,500円、小・中学生750円、4歳以上の未就学児350円[1]
ただし年間パスポート（3,000円）、団体割引、SUNQパス提示による割引、障害者に対する入館料免除、鹿児島市内在住高齢者に対する割引がある。
駐車場は別料金。